# Christopher A. Wray
Pour les articles homonymes, voir Wray.
Christopher Asher Wray, né le 17 décembre 1966 à New York, est un avocat et juriste américain. Il est directeur du Federal Bureau of Investigation (FBI) du 2 août 2017 au 19 janvier 2025.

## Biographie
Le 7 juin 2017, il est proposé par le président Donald Trump pour prendre la tête du Federal Bureau of Investigation, en remplacement de James Comey, limogé le 9 mai précédent.
Il est confirmé par le Sénat des États-Unis le 1er août 2017 à 92 voix contre 5 et prête serment le jour suivant devant Jeff Sessions, procureur général des États-Unis. 
En novembre 2020, sur Twitter, Steve Bannon suggère que Christopher Asher Wray soit exécuté (de même que Anthony Fauci) ; peu après son compte Twitter est définitivement suspendu.
Début 2021, il est maintenu à son poste par le successeur de Trump, Joe Biden.
Sous sa direction, le FBI devient la cible de violentes attaques de la part des républicains pour avoir enquêté sur Donald Trump, notamment concernant ses liens présumés avec la Russie, accusée d’ingérence lors de son élection en 2016.